# Fitzalania
Fitzalania là chi thực vật có hoa trong họ Annonaceae.